# فوگتسبورگ در کایزراشتول
شهر فوگتسبورگ در کایزراشتول (به آلمانی: Vogtsburg im Kaiserstuhl) در ایالت بادن-وورتمبرگ در کشور آلمان واقع شده‌است.

## نگارخانه

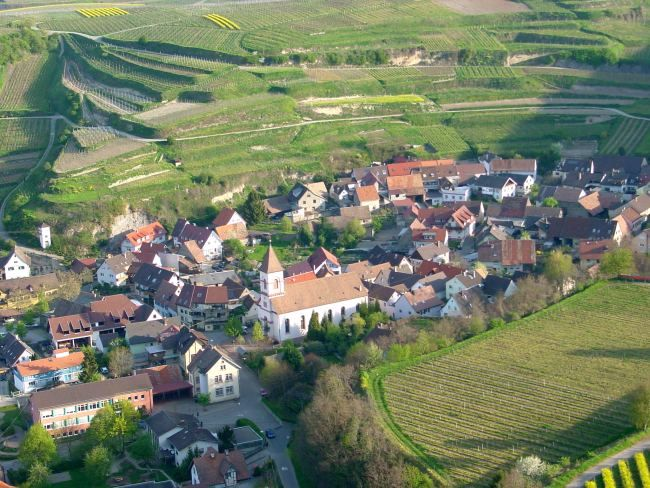
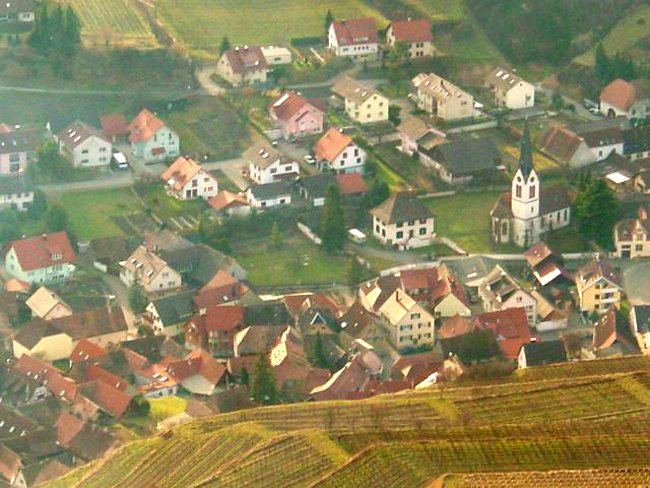
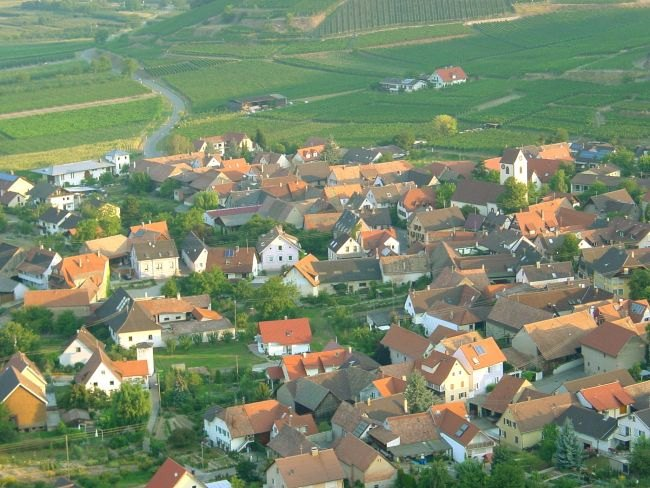
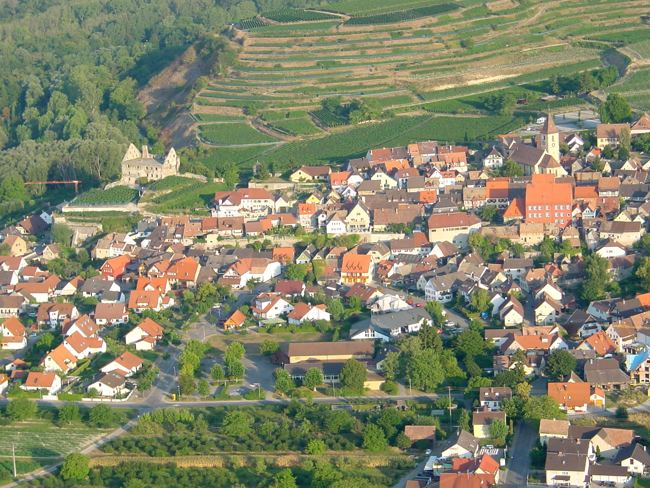
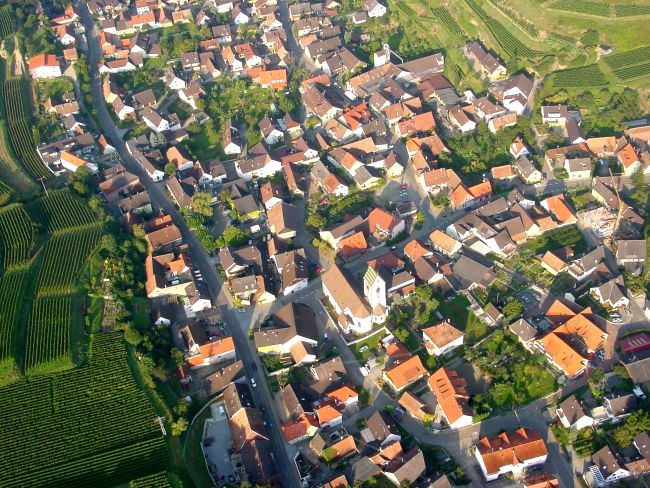
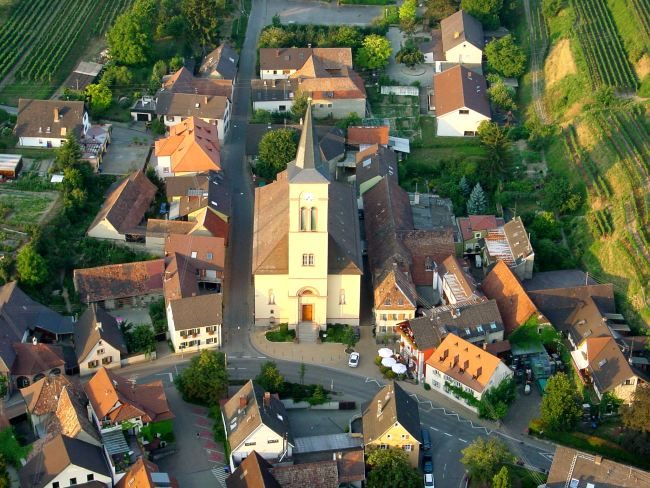
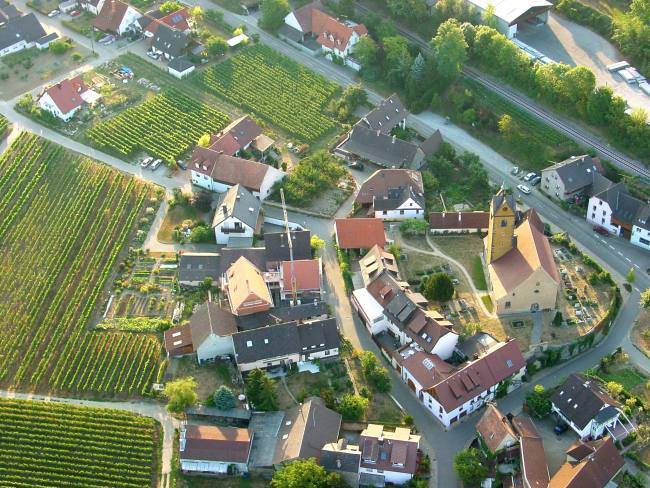
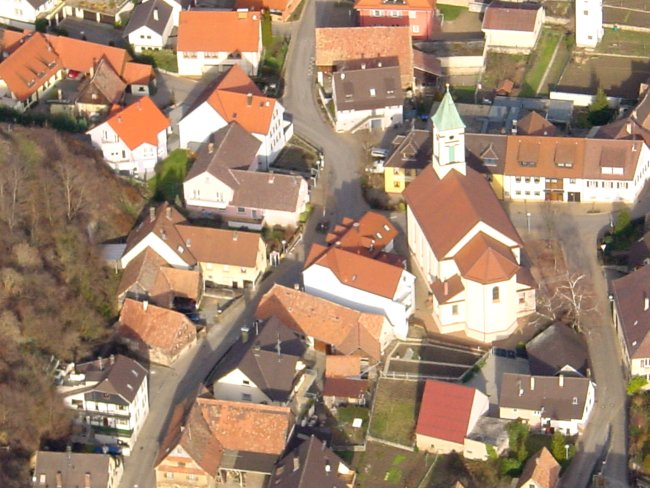
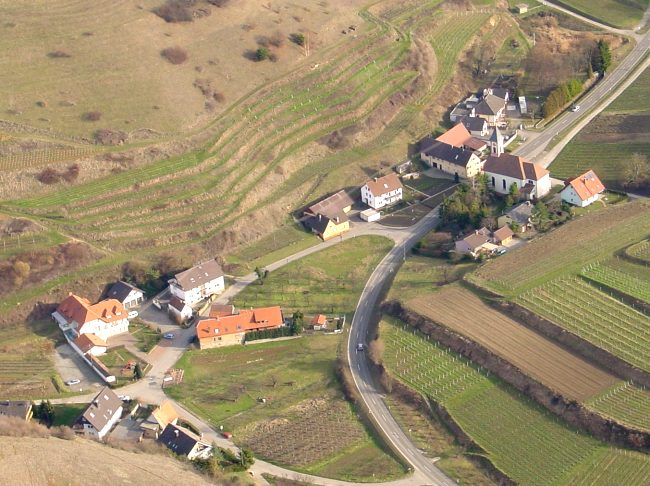
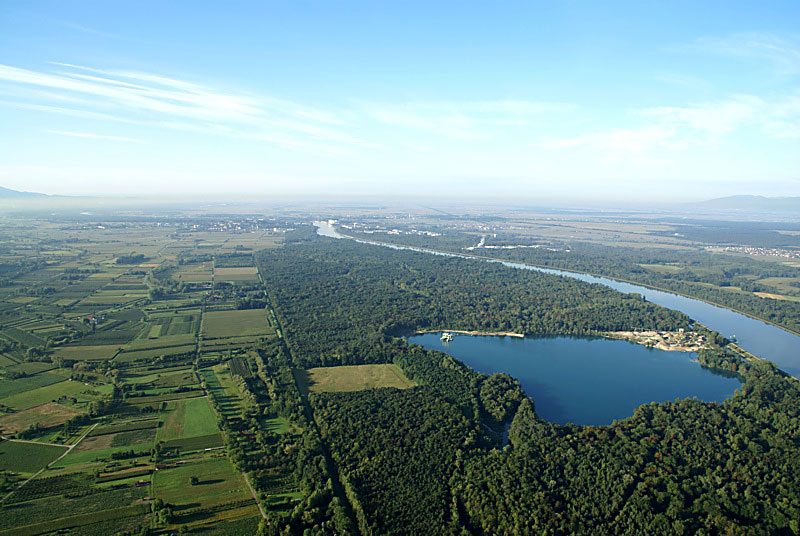